# Petite-Rivière-Saint-François
Petite-Rivière-Saint-François es un municipio de la provincia de Quebec, Canadá. Está ubicado en el condado regional de Charlevoix y a su vez, en la región administrativa de la Capitale-Nationale. Hace parte de las circunscripciones electorales de Charlevoix a nivel provincial y de Charlevoix−Montmorency a nivel federal.

## Geografía
Petite-Rivière-Saint-François se encuentra ubicada en las coordenadas 47°18′00″N 70°34′00″O / 47.30000, -70.56667. Según Statistics Canada, tiene una superficie total de 134,1 km² y es una de las 1134 localidades en las que está dividido administrativamente el territorio de la provincia de Quebec.

## Demografía
Según el censo de 2011, había 744 personas residiendo en este municipio con una densidad poblacional de 5,5 hab./km². Los datos del censo mostraron que de las 703 personas censadas en 2006, en 2011 hubo un aumento poblacional de 41 habitantes (5,8%). El número total de inmuebles particulares resultó de 617 con una densidad de 4,6 inmuebles por km². El número total de viviendas particulares que se encontraban ocupadas por residentes habituales fue de 320.